# Erpetogomphus lampropeltis ssp. lampropeltis
Erpetogomphus lampropeltis ssp. lampropeltis је инсект из реда Odonata и фамилије Gomphidae. 

## Угроженост
Ова врста се сматра рањивом у погледу угрожености врсте од изумирања.

## Распрострањење
Ареал врсте је ограничен на једну државу. 
Сједињене Америчке Државе су једино познато природно станиште врсте.

## Станиште
Станишта врсте су речни екосистеми и слатководна подручја. 